# 47.ª Divisão de Infantaria (Alemanha)
A 47ª Divisão de Infantaria (em alemão:47. Infanterie-Division) foi uma unidade militar que serviu no Exército alemão durante a Segunda Guerra Mundial.

## Comandantes
| Comandante                         | Data                                         |
| ---------------------------------- | -------------------------------------------- |
| Generalleutnant Otto Elfeldt       | 1 de fevereiro de 1944 - 30 de julho de 1944 |
| Generalmajor Dipl. Ing. Hans Junck | 30 de julho de 1944 - 3 de agosto de 1944    |
| Generalmajor Carl Wahle            | 3 de agosto de 1944 - 4 de setembro de 1944  |

## Área de operações
| França  | fevereiro de 1944 - setembro de 1944 |
| Bélgica | setembro de 1944                     |